# أنتوني مورا
أنتوني مورا (بالإنجليزية: Anthony Mora)‏ هو كاتب مسرحي وصحفي أمريكي، ولد في القرن العشرين.